# Balclutha calamagrostis
Balclutha calamagrostis är en insektsart som beskrevs av Ossiannilsson 1961. Balclutha calamagrostis ingår i släktet Balclutha och familjen dvärgstritar. Arten är reproducerande i Sverige. Inga underarter finns listade i Catalogue of Life.